# .lr
.lr és el domini de primer nivell territorial (ccTLD) de Libèria. El registre està limitat a qui té presència a Libèria, i intenció d'utilitzar el domini. Es fa per sota de dominis de segon nivell específics (com.lr, org.lr, net.lr, etc.). L'únic lloc on es poden registrar dominis .lr és aquest web, del qual s'encarrega Randy Bush, pioner d'Internet.

## Categories de dominis de segon nivell
- com.lr: comercial
- edu.lr: escoles que atorguen graus de batxillerat
- gov.lr: entitats governamentals
- org.lr: organitzacions sense ànim de lucre
- net.lr: infraestructura de xarxa (és a dir, routers) i prou